# Nematoproctus distendens
Nematoproctus distendens är en tvåvingeart som först beskrevs av Johann Wilhelm Meigen 1824.  Nematoproctus distendens ingår i släktet Nematoproctus och familjen styltflugor. Inga underarter finns listade i Catalogue of Life.